# Albert Kolb
Albert Kolb (* 13. Oktober 1906 in Karlsruhe; † 14. September 1990 in Hamburg) war ein deutscher Geograph, Rektor der Universität Hamburg und Präsident der Westdeutschen Rektorenkonferenz.
Er lehrte an der Universität Hamburg und forschte über wirtschaftsgeographische Fragen sowie zur Länderkunde des pazifischen Raums. Von 1956 bis 1958 war er Rektor der Hamburger Universität, 1956 fungierte er außerdem als Präsident der Westdeutschen Rektorenkonferenz. Im Jahr 1960 wurde er zum Mitglied der Leopoldina gewählt.